# 일렉트릭 스테이트
《일렉트릭 스테이트》(영어: The Electric State)는 2025년 공개된 미국의 SF 모험 코미디 영화이다. 루소 형제가 감독을 맡았으며, 시몬 스톨렌하그의 동명 그래픽 노블이 영화의 원작이다

## 출연진
- 밀리 보비 브라운 - 미셸
- 크리스 프랫 - 키츠
- 키호이콴 - 애머스트 박사
- 스탠리 투치 - 이선 스케이트
- 우디 노먼
- 마틴 클레바
- 잔카를로 에스포시토

### 성우진
- 브라이언 콕스
- 제니 슬레이트
- 앤서니 매키
- 빌리 밥 손턴
- 제이슨 알렉산더
- 앨런 튜딕
- 우디 해럴슨